# Ormyrus caeruleus
Ormyrus caeruleus is een vliesvleugelig insect uit de familie Ormyridae. De wetenschappelijke naam is voor het eerst geldig gepubliceerd in 1850 door Walker.